# كاتارينا فالنشتاين
كاتارينا فالنشتاين (بالبرتغالية: Catarina Wallenstein‏) (و. 1986  م) هي ممثلة، وعارضة، وممثلة أفلام برتغالية، ولدت في لندن.

## وصلات خارجية
- كاتارينا فالنشتاين على موقع IMDb (الإنجليزية)
- كاتارينا فالنشتاين على موقع ألو سيني (الفرنسية)
- كاتارينا فالنشتاين على موقع أول موفي (الإنجليزية)
- كاتارينا فالنشتاين على موقع قاعدة بيانات الفيلم (الإنجليزية)
- كاتارينا فالنشتاين على موقع كينوبويسك (الروسية)